# Curiosity
La Mars Science Laboratory (abreviada MSL), conocida como Curiosity (del inglés curiosity — curiosidad en español), es una misión espacial que incluye un astromóvil de exploración marciana dirigida por la NASA. Programada en un principio para ser lanzada el 8 de octubre de 2009 y efectuar un descenso de precisión sobre la superficie del planeta en 2010 entre los meses de julio y septiembre, fue finalmente lanzada el 26 de noviembre de 2011 a las 10:02 a. m. EST, y aterrizó en Marte exitosamente en el cráter Gale el 6 de agosto de 2012, aproximadamente a las 05:31 UTC, enviando sus primeras imágenes a la Tierra.
La misión se centra en situar sobre la superficie marciana un vehículo explorador (tipo rover). Este vehículo es tres veces más pesado y dos veces más grande que los vehículos utilizados en la misión Mars Exploration Rover, que aterrizaron en el año 2004. Este vehículo lleva instrumentos científicos más avanzados que los de las otras misiones anteriores dirigidas a Marte, algunos de ellos proporcionados por la comunidad internacional. El vehículo se lanzó mediante un cohete Atlas V 541. Una vez en el planeta, el rover tomó fotos para mostrar que aterrizó con éxito. En el transcurso de su misión tomará docenas de muestras de suelo y polvo rocoso marciano para su análisis. La duración prevista de la misión era de 1 año marciano (1,88 años terrestres), aunque en mayo de 2022 aún sigue operativa. Con un radio de exploración mayor a los de los vehículos enviados anteriormente, con el objetivo de investigar la capacidad pasada y presente de Marte para alojar vida. Al 19 de septiembre de 2024 había recorrido más de 32 km, y para enero de 2022 el Curiosity llevaba activo en Marte 3356 días marcianos (3448 días terrestres, lo que corresponde a 9 años) desde su aterrizaje.

## El proceso
En septiembre del 2006 la oficina central de la NASA aprobó su lanzamiento proyectado para el año 2009. Varios ingenieros del JPL (Laboratorio de Propulsión a Chorro), quienes trabajan en el proyecto, afirmaron que el diseño del rover usado será el que regirá en futuras misiones, a partir de su lanzamiento en el 2009.
En octubre de 2008, el Congreso de los Estados Unidos amenazó con la cancelación de la misión debido a unos sobrecostes del 30%. Sin embargo, el desarrollo de la misión continuó
Finalmente el Curiosity se lanzó, el 26 de noviembre de 2011 y aterrizó en Marte el 6 de agosto de 2012. El coste total de la operación fue de 2600 millones de dólares con una previsión de vida útil de 23 meses. Su control se realiza desde la tierra y la velocidad del rover es de 130 metros a la hora.

## Objetivos
El MSL tiene cuatro objetivos: Determinar si existió vida alguna vez en Marte, caracterizar el clima de Marte, determinar su geología y prepararse para la exploración humana de Marte.
Para contribuir a estos cuatro objetivos científicos y conocer el objetivo principal (establecer la habitabilidad de Marte) el MSL tiene ocho cometidos:
Evaluación de los procesos biológicos:
- 1.º Determinar la naturaleza y clasificación de los componentes orgánicos del carbono.
- 2.º Hacer un inventario de los principales componentes que permiten la vida: carbono, hidrógeno, nitrógeno, oxígeno, fósforo y azufre.
- 3.º Identificar las características que representan los efectos de los procesos biológicos.

Objetivos geológicos y geoquímicos:

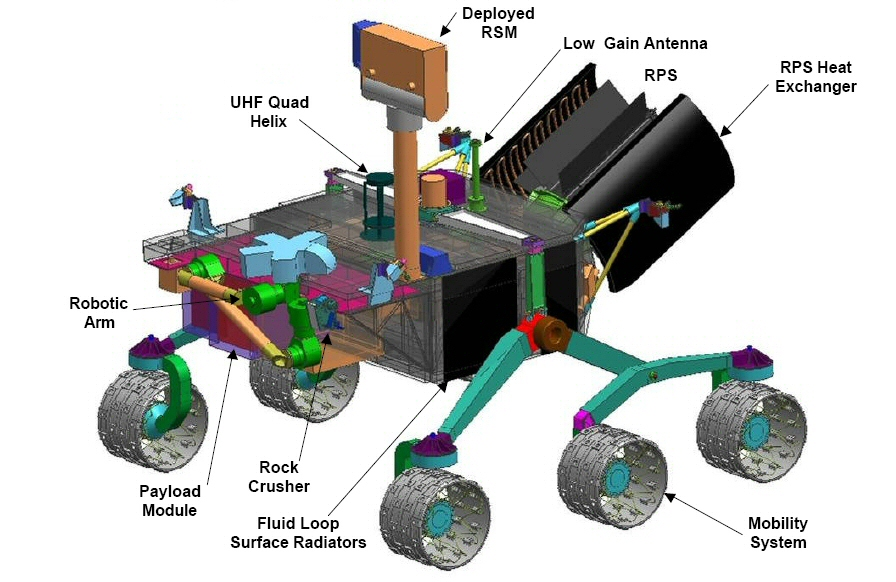
Diagrama esquemático del rover con sus componentes planeados.

- 4.º Investigar la composición química, isotópica y mineral de la superficie marciana.
- 5.º Interpretar el proceso de formación y erosión de las rocas y del suelo.

Evaluación de los procesos planetarios:
- 6.º Evaluar la escala de tiempo de los procesos de evolución atmosféricos.
- 7.º Determinar el estado presente, los ciclos y distribución del agua y del dióxido de carbono.

Evaluación de la radiación en superficie:
- 8.º Caracterizar el espectro de radiación de la superficie, incluyendo radiación cósmica, erupciones solares y neutrones secundarios.

## Especificaciones
Se esperaba que el vehículo rover tuviera un peso de 899 kilogramos incluyendo 80 kilogramos en instrumentos y equipo de análisis científico, en comparación a los usados en la Mars Exploration Rover cuyo peso es de 185 kg, incluyendo 5 kg de equipo en instrumental científico. Con una longitud de 2,7 m la misión MSL será capaz de superar obstáculos de una altura de 75 cm y la velocidad máxima de desplazamiento sobre terreno está estimada en 90 metros/hora con navegación automática, sin embargo se espera que la velocidad promedio de desplazamiento sea de 30 metros/hora considerando variables como dificultad del terreno, deslizamiento y visibilidad. Las expectativas contemplan que el vehículo recorra un mínimo de 19 km durante dos años terrestres.

## Fuente de energía

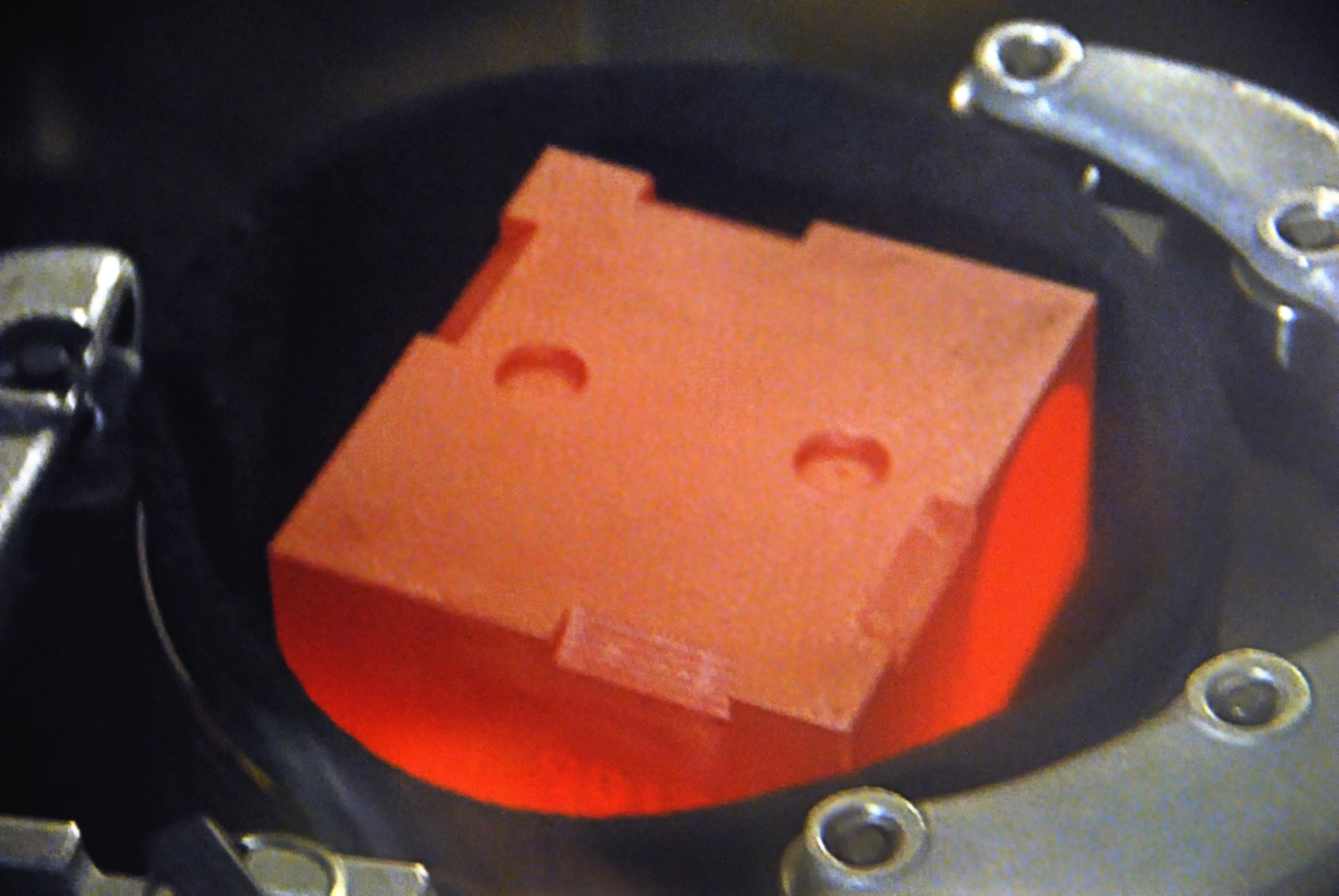
Plutonio-238 (RTG)

El Mars Science Laboratory utiliza un generador termoeléctrico de radioisótopos (RTG) fabricado por Boeing; este generador consiste en una cápsula que contiene radioisótopos de plutonio-238 y el calor generado por este es convertido en electricidad por medio de una termopila, produciendo así 2,5 kilovatios-hora por día. Aunque la misión estaba programada para durar aproximadamente dos años, el generador RTG tendrá una vida mínima de catorce años. El RTG de Curiosity se alimenta con 4,8 kg de dióxido de plutonio-238 suministrado por el Departamento de Energía de los Estados Unidos.
El RTG del Curiosity es un generador termoeléctrico de radioisótopos multi-misión (MMRTG), diseñado y construido por Rocketdyne y Teledyne Energy Systems bajo contrato con el Departamento de Energía de los Estados Unidos y ensamblado y probado por el Laboratorio Nacional de Idaho. El MMRTG produce menos energía con el tiempo a medida que su combustible de plutonio se descompone: en su vida útil mínima de 14 años, la potencia eléctrica se reduce a 100 vatios. La fuente de energía generará 9 MJ (2,5 kWh) cada día, mucho más que los paneles solares de los Mars Exploration Rovers, que pueden generar aproximadamente 2,1 MJ (0,58 kWh) cada día. La salida eléctrica del MMRTG carga dos baterías recargables de iones de litio. Esto permite que el subsistema de energía satisfaga las demandas de energía pico de las actividades del móvil cuando la demanda excede temporalmente el nivel de salida constante del generador. Cada batería tiene una capacidad de aproximadamente 42 amperios-hora.

## Carga útil de instrumentos propuesta

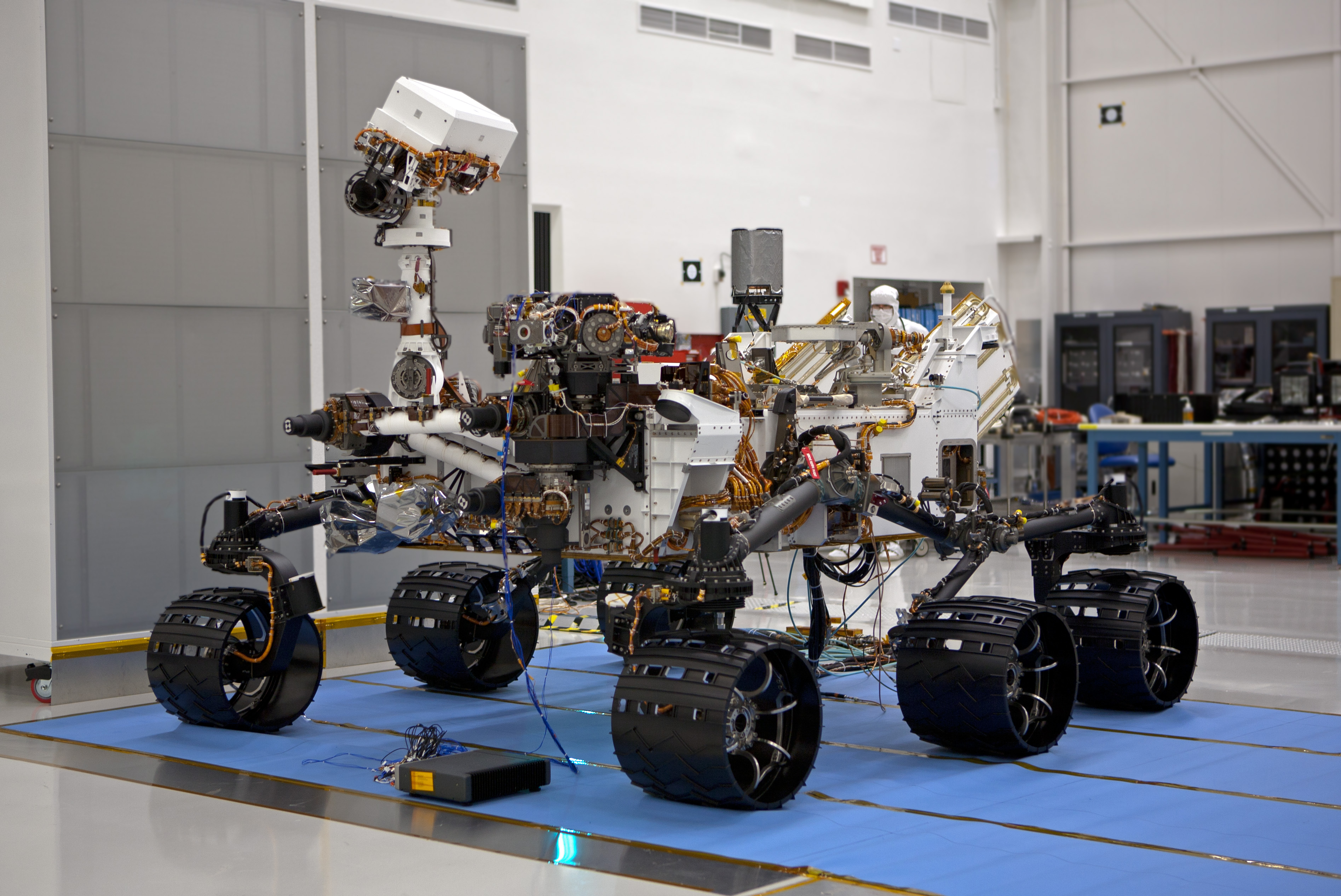
El Curiosity en el Laboratorio de Propulsión a Chorro de la NASA en California, meses antes de ser enviado a Marte

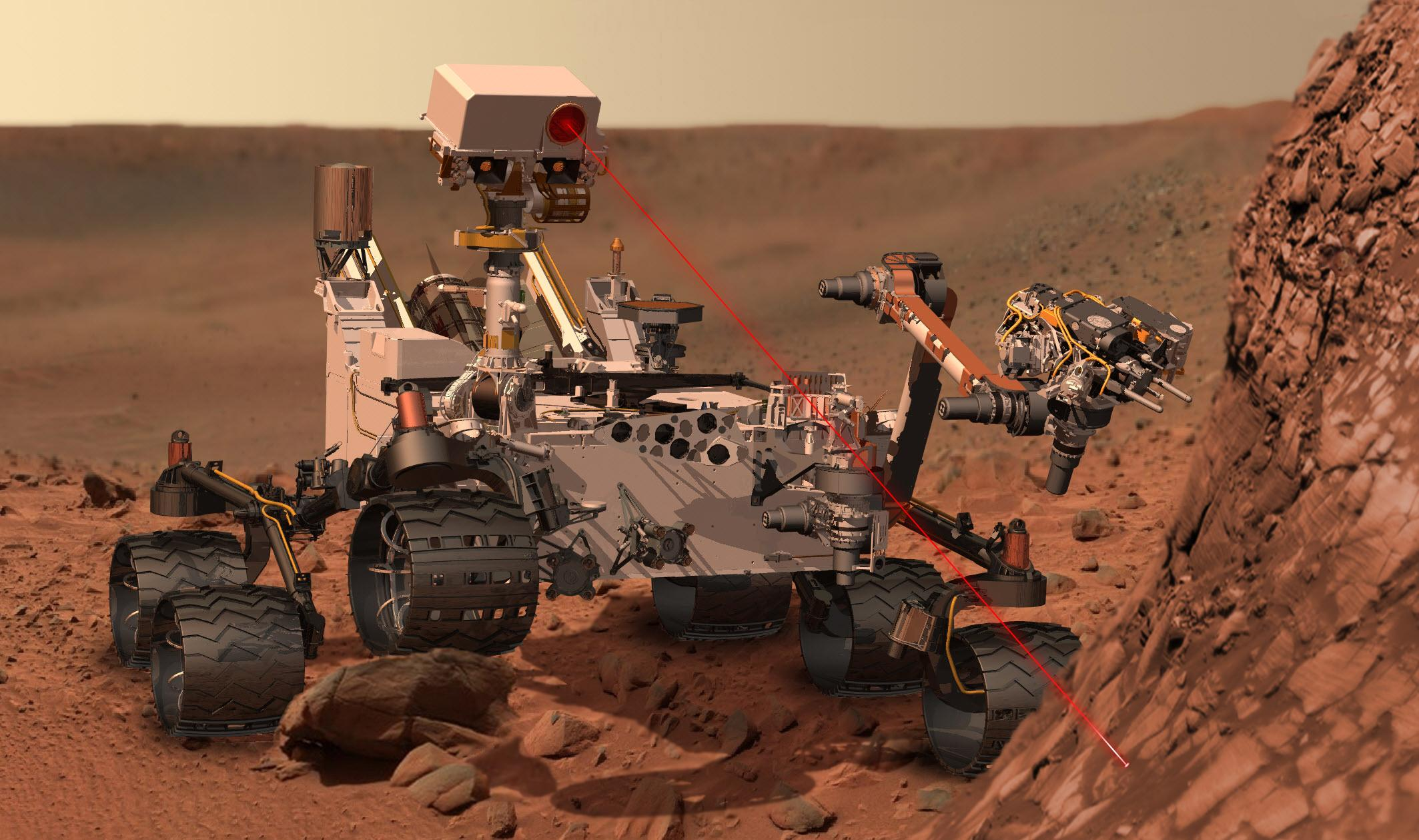
Curiosity en el análisis de composición de mineral con el ChemCam láser (representación artística).

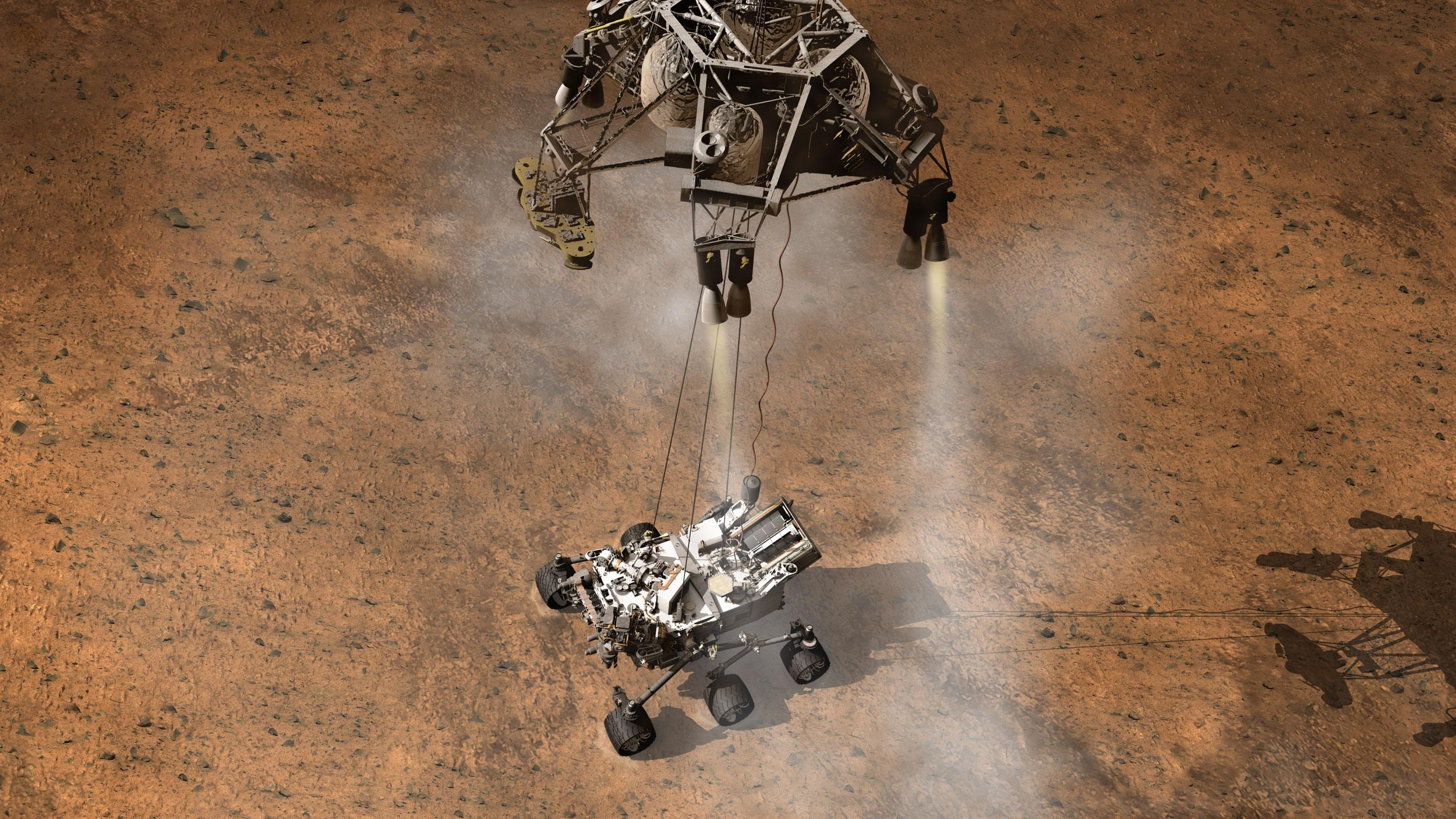
Aterrizaje del Curiosity (representación artística).

Actualmente se han elegido 12 instrumentos para el desarrollo de la misión:

### Cámaras (MastCam, MAHLI, MARDI, Hazcams, Navcams)
Todas las cámaras han sido desarrolladas por Malin Space Science Systems; todas comparten un diseño común en cuanto a componentes tales como dispositivos para el procesamiento instantáneo de imágenes, y sensores CCD de 1600 X 1200
- MastCam: Este sistema proporciona imágenes en múltiples espectros y en color real a través de cámaras con visión estereoscópica (tridimensional). Las tomas en color real son de 1200 x 1200 pixeles y a una velocidad de 10 cuadros por segundo, en un formato de video de alta definición de 1280 x 720. En contraste con la cámara panorámica usada en la misión MER la cual solo puede generar imágenes de 1024 x 1024 en blanco y negro. La rueda con los filtros, diseñada para la toma de imágenes en distintos espectros, usada en la misión MER, también será utilizada en la MastCam.

- Mars Hand Lens Imager (MAHLI): Este sistema consiste en una cámara montada en un brazo robótico del rover, y se usará para obtener tomas microscópicas de las rocas y suelo marciano, del mismo modo que el MI usado en la MER, aunque a diferencia de este, será capaz de tomar imágenes en color verdadero de 1600 x 1200 pixeles y con una resolución de 12,5 micrómetros por pixel. MAHLI tiene iluminación a base de leds en luz blanca y ultravioleta para la toma de imágenes en la oscuridad o fluorescentes. MAHLI tiene enfoque mecánico en un rango de infinito a distancias milimétricas.

- Mars Descent Imager (MARDI): Durante el descenso a la superficie marciana MARDI será capaz de lograr tomas de imágenes en color de 1600 x 1200 pixeles comenzando a una distancia de 3,7 kilómetros hasta los 5 metros de altura respecto del suelo. El manejo de imágenes a través de MARDI permitirá hacer un mapeo del terreno circundante y del sitio de aterrizaje. El 16 de septiembre de 2007 la NASA anunció que MARDI no sería incluido en la misión debido a problemas de fondos económicos.[14] MARDI fue subsecuentemente reafirmado, después de que la Malin Space Science Systems aceptó que no habría costos adicionales a la NASA para su inclusión.[15] MARDI tomará imágenes a razón de 5 cuadros por segundo durante cerca de 2 minutos, en el descenso.[16]

- Hazard Avoidance Cameras (Hazcams): En el MSL se utilizarán cuatro pares de cámaras de navegación en blanco y negro situadas en la parte delantera, izquierda, derecha y trasera del vehículo. Las cámaras de evasión de riesgos (también llamado Hazcams) se utilizan para la prevención de riesgos en las unidades del rover y para la colocación segura del brazo robótico en las rocas y en los suelos. Las cámaras se utilizan para captar la luz visible en tres dimensiones (3-D) de las imágenes. Las cámaras tienen unos 120 grados de campo de visión y un mapa del terreno de hasta 3 metros en frente del vehículo. Estas imágenes de salvaguarda sirven para que el vehículo no choque inadvertidamente contra obstáculos inesperados, y trabaja en conjunto con el software que permite que el rover se desplace con seguridad.

- Navigation Cameras (Navcams): El MSL utiliza dos pares de cámaras de navegación en blanco y negro montadas sobre el mástil de apoyo para la navegación del suelo. Las cámaras se utilizan para captar la luz visible en tres dimensiones (3-D) de imágenes. Las cámaras tienen unos 45 grados de campo de visión.

### Espectrómetros
- ChemCam: ChemCam es un sistema de espectroscopia de colapso inducida por rayo láser (LIBS -siglas en inglés), el cual puede apuntar a una roca a una distancia de 13 metros, vaporizando una pequeña cantidad de los minerales subyacentes en ella y recogiendo el espectro de luz emitida por la roca vaporizada usando una cámara con una resolución angular de 80 microradianes. Está siendo desarrollada por el Laboratorio Nacional de Los Álamos y el laboratorio francés CESR (a cargo del rayo láser). Utiliza un rayo láser infrarrojo con una longitud de onda de 1067 nanómetros y un pulso de 5 nanosegundos, que enfocará en un punto de 1 GW/cm², depositando 30 mJ (milijulios) de energía. La detección se logrará entre los 240 y los 800 nanómetros.[17][18][19] En octubre del 2007 la NASA anunció que se detenía el desarrollo del dispositivo debido a que el costo había llegado a un 70 % del costo proyectado y se terminaría solo con el dinero ya proporcionado.[20] El Laboratorio Nacional de Los Álamos afirmó que el sobrecosto se debió a los requerimientos impuestos por la misión del rover y el ahorro en costos era mínimo debido a que el dinero provenía de la CNES francesa.[21]

- Espectrómetro de rayos X por radiación alfa (APXS): Este dispositivo irradiará muestras con partículas alfa y permitirá su análisis a partir del espectro generado por los rayos X reemitidos. Está siendo desarrollado por La Agencia Espacial Canadiense, para determinar la composición elemental de muestras. El sistema APXS es una forma de PIXE. Instrumentos similares fueron incluidos en la misión Mars Pathfinder y en la Mars Exploration Rovers.[22]

- CheMin: Chemin es la abreviación usada para el Instrumento de análisis químico y mineralógico a través de la difracción y fluorescencia de rayos X, el cual cuantifica y analiza la estructura de los minerales contenidos en una muestra. Es desarrollado por el doctor David Blake en el NASA Ames Research Center y el NASA Jet Propulsion Laboratory[23]

- Análisis de muestras en Marte (SAM): El instrumento así denominado, analizará muestras sólidas y gaseosas en búsqueda de compuestos orgánicos. Está siendo desarrollado por el Centro de vuelo espacial Goddard de la NASA y el Laboratoire Inter-Universitaire des Systèmes Atmosphériques (LISA) (Laboratorio Inter-Universitario de Sistemas Atmosféricos). SAM consiste en un sistema de manipulación de muestras con 74 copas las cuales pueden ser calentadas a una temperatura de 1000 °C para enriquecer y derivar moléculas orgánicas de la muestra misma. El espectrómetro de cromatografía de gases es un espectrómetro cuadripolar con una rango de masa Dalton de 2-235 el cual obtiene información a través de las seis columnas cromatográficas de gases. El espectrómetro láser ajustable es capaz de medir radios de isótopos de carbono y oxígeno en el dióxido de carbono.

### Detectores de radiación
- Detector de evaluación de radiación (RAD): Este instrumento analizará toda la gama e intensidad de radiación espacial y radiación solar que recibe la superficie de Marte, con el objetivo de diseñar protección contra la radiación para exploradores humanos. Este instrumento está financiado por la NASA y desarrollado por la universidad Southwest Research Institute (SwRI) en EE. UU. y la universidad alemana Christian-Albrechts-Universität zu Kiel.

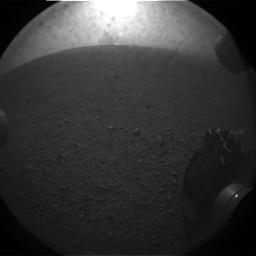
Primera imagen enviada por el rover, mostrando una de sus ruedas.

- Albedo dinámico de neutrones (DAN): DAN es una fuente pulsante de neutrones, la cual será utilizada para medir la concentración de hidrógeno o agua bajo la superficie cercana. Este instrumento es proporcionado por la Roscosmos.

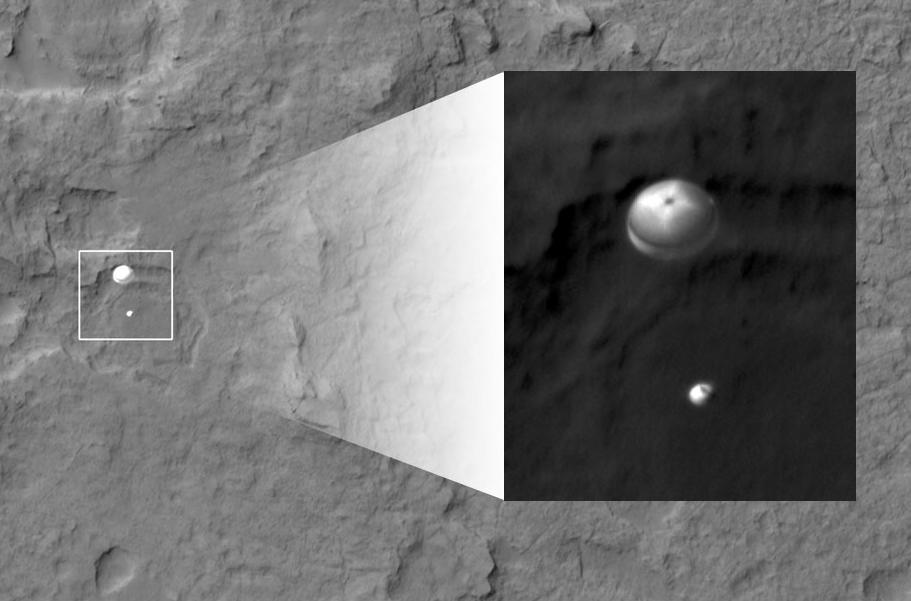
Curiosity durante el descenso, fotografiado por la HiRISE.

### Sensores medioambientales
- Estación de supervisión ambiental rover (REMS): Esta es una estación meteorológica que medirá la presión atmosférica, humedad, dirección y fuerza del viento, así como la temperatura ambiental y los niveles de radiación ultravioleta. El desarrollo del equipo ha sido liderado por el Centro de Astrobiología con el apoyo del Centro para el Desarrollo Tecnológico Industrial y el Ministerio de Educación y Ciencia, el Ministerio de Defensa a través del Instituto Nacional de Técnica Aeroespacial de España y con la colaboración de Finnish Metereological Institute. Son cuatro componentes con seis sensores. Los sensores denominados Boom1 y Boom2 (botalón1 y botalón2) están situados en el mástil. El sensor ultravioleta (UVS) está en la cubierta superior y dentro del cuerpo del rover está la unidad de control (ICU). El 21 de agosto de 2012 uno de los medidores de velocidad del viento integrados en uno de los sensores Boom, dejó de funcionar, enviando datos erróneos. Usando el otro sensor de velocidad de viento integrado en el otro Boom del mástil y extrapolando datos del averiado, se puede continuar con la medición del viento en Marte.

Una investigación posterior sobre las causas del fallo propone que una piedra proyectada fue lo que dañó el instrumento durante el aterrizaje sobre Marte.

### Mars Science Laboratory Entry Descent and Landing Instrument (MEDLI)
El objetivo del módulo MEDLI es medir la densidad de la atmósfera exterior, así como la temperatura y función del escudo térmico de la sonda durante su ingreso a la atmósfera marciana. Los datos obtenidos serán utilizados para entender y describir mejor la atmósfera marciana y ajustar los márgenes de diseño y procedimientos de entrada requeridos para las sondas futuras.

## Brazo robótico del Curiosity

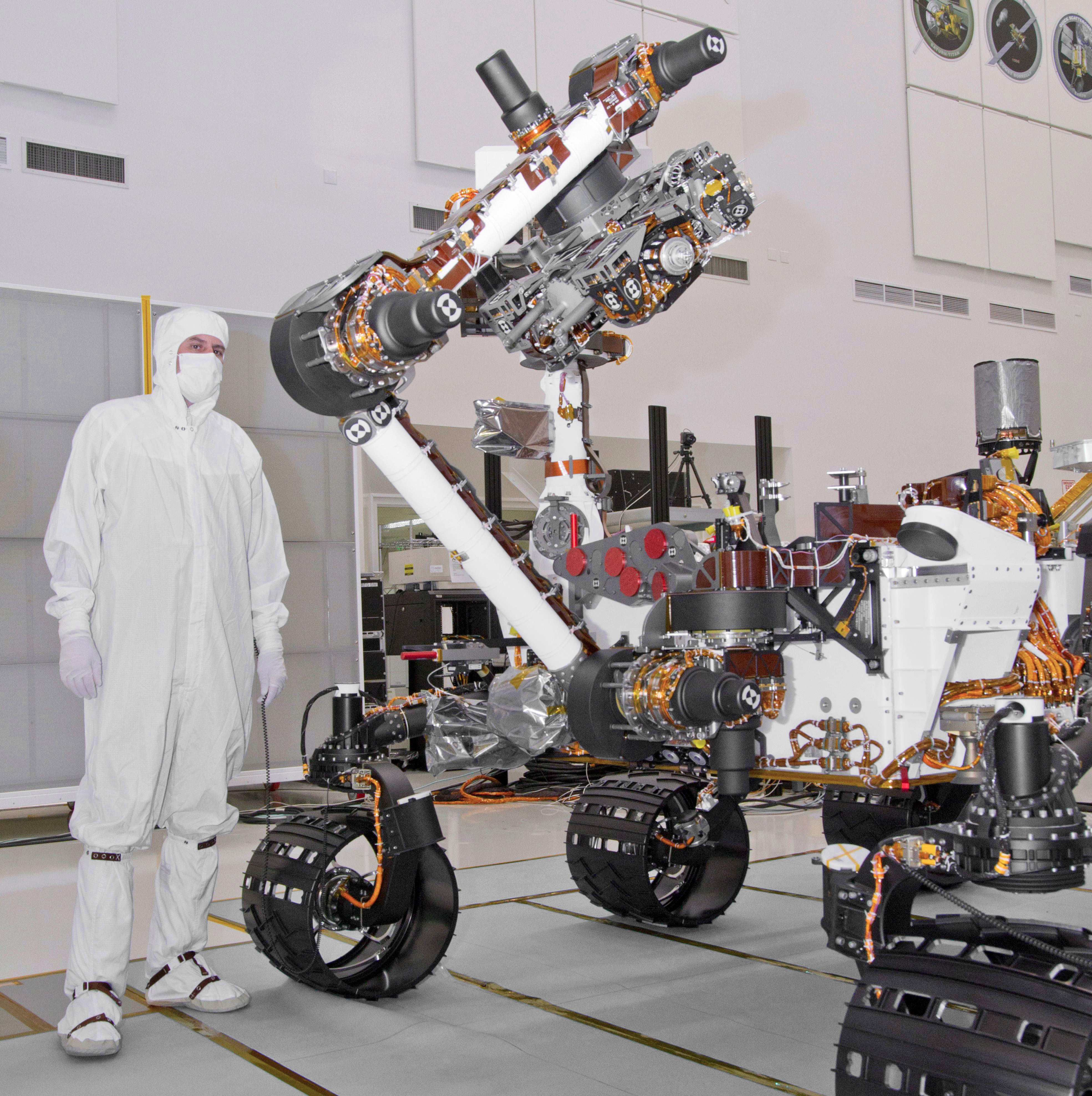
Brazo del Curiosity

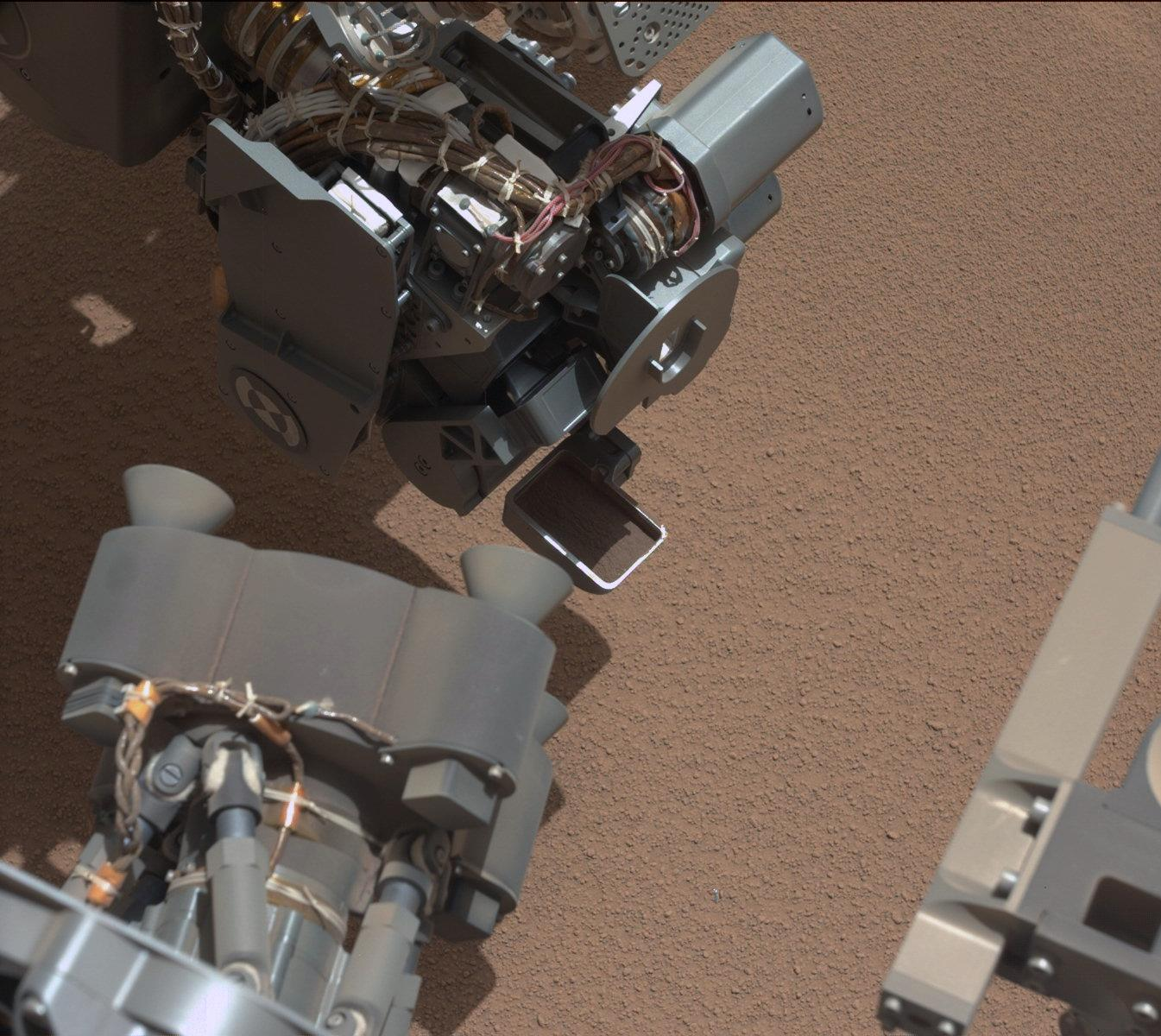
Esta imagen de la cámara derecha del mástil (Mastcam) del Mars Rover Curiosity de la NASA muestra una cucharada llena de arena y polvo levantada por el primer uso del rover de la pala en su brazo robótico.

El rover tiene un brazo robótico largo de 2,1 m con una torreta en forma de cruz que sostiene cinco dispositivos que pueden girar en un rango de giro de 350°. El brazo utiliza tres articulaciones para extenderlo hacia adelante y volver a guardarlo mientras conduce. Tiene una masa de 30 kg y su diámetro, incluidas las herramientas montadas en ella, es de unos 60 cm. Fue diseñado, construido y probado por los sistemas MDA de Estados Unidos, Sobre la base de su anterior trabajo de brazo robótico en el Mars Surveyor 2001 Lander, el Phoenix Phoenix y los dos Mars Exploration Rovers, Spirit y Opportunity. Dos de los cinco dispositivos son in-situ o instrumentos de contacto conocidos como el espectrómetro de rayos X (APXS) y la cámara de lentes de mano Mars (cámara MAHLI). Los tres restantes están asociados con las funciones de adquisición de muestras y preparación de muestras: un ejercicio de percusión; un cepillo; y mecanismos para recoger, tamizar y repartir muestras de roca y suelo en polvo. El diámetro del agujero en una roca después de la perforación es de 1,6 cm y hasta 5 cm de profundidad. El taladro lleva dos brocas de repuesto. El sistema del brazo y la torreta del rover puede colocar el APXS y el MAHLI en sus respectivos objetivos, y también obtener muestras en polvo de los interiores de roca, y enviarlas a los analizadores SAM y CheMin dentro del rover. 
Desde principios de 2015, el mecanismo de percusión en el taladro que ayuda a cincelar en roca ha tenido un cortocircuito eléctrico intermitente. El 1 de diciembre de 2016, el motor en el interior del taladro causó un mal funcionamiento que impidió que el móvil moviera su brazo robótico y se dirigiera a otra ubicación. La falla se aisló en el freno de alimentación del taladro, y se sospecha que los residuos internos causan el problema. Para el 9 de diciembre, las operaciones de conducción y del brazo robótico se autorizaron para continuar, pero la perforación permaneció suspendida indefinidamente. El equipo de Curiosity continuó realizando diagnósticos y pruebas en el mecanismo de perforación durante 2017. 

## Sistema de aterrizaje

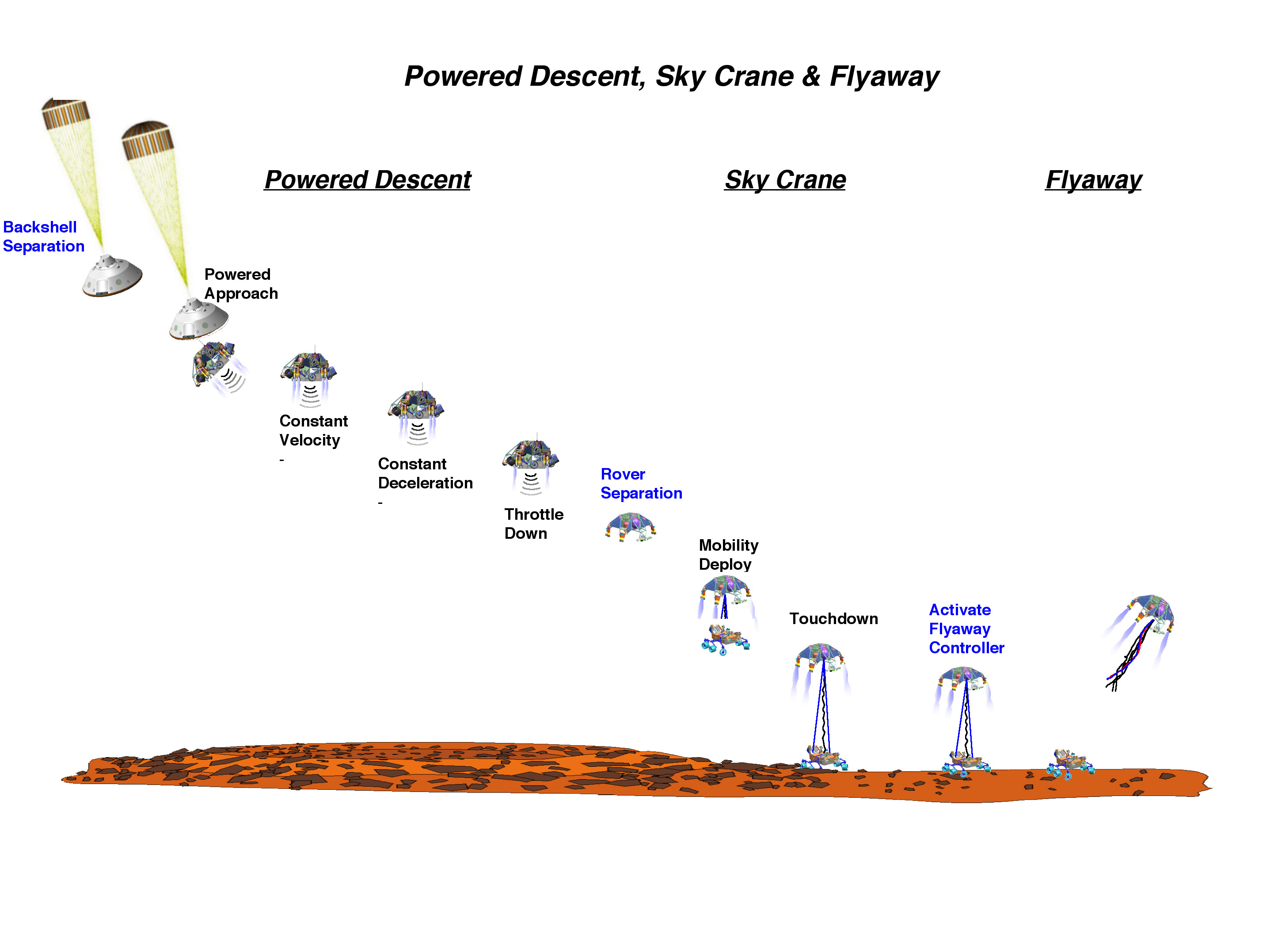
Etapas del ingreso, descenso y aterrizaje del MSL.

Se utilizó una técnica de guiado atmosférico, que es la misma que utilizó el Apolo 11 en su visita a la Luna. La nave entró por guiado balístico al planeta. Luego, con retrocohetes, se cambió el ángulo de trayectoria se modificó la entrada atmosférica. Se produjo entonces una fuerza de sustentación para el guiado final del vehículo que permitió controlar la dirección de la nave y así achicar la zona de descenso. Es entonces que se pasó a la etapa del paracaídas.
La última etapa de descenso comenzó a los 1800 metros, a una velocidad de 300 kilómetros por hora. Se encendieron los retrocohetes de la estructura del robot después de que el sistema de navegación detectase que este se separó del paracaídas. No se optó la técnica de las bolsas de aire utilizadas en 2004 con Spirit y Opportunity pues hubiera rebotado unos dos kilómetros, muy lejos del lugar ideal que se había planificado aterrizar. Se pensó en aterrizar con patas, como hicieron los astronautas en la Luna, pero se hubiese quedado a un metro de altura, lo que hubiese hecho difícil bajar de allí. Por otra parte las rampas metálicas o de aire no hubiesen tenido lugar dentro de la nave espacial. Además las patas pueden apoyarse sobre rocas o depresiones profundas y puede ser difícil salir luego de allí.
Se buscó entonces la alternativa innovadora del descenso con paracaídas y una grúa con retrocohetes. Este sistema de descenso es llamado Skycrane. A los 23 metros de altura la grúa descendió el vehículo con cables lo que permitió aterrizar en terrenos accidentados, con las ruedas ya en el terreno listo para moverse.

## Sitios de aterrizaje propuestos
- Delts Eberswalde (24° S, 327° E)
- Cráter Holden (26,4° S, 325,3° E)
- Cráter Gale (4,6° S, 137,2° E) (elegido)
- Mawrth Vallis (24° N, 341° E)
- Nili Vallis (21° N, 74° E)
- Cráter Miyamoto (2,9° S, 7° W)
- South Meridiani Planum (3° S, 5,4° W)

## El nombre: Curiosidad.
Un equipo de la NASA seleccionó el nombre Curiosidad luego de un concurso estudiantil a nivel nacional que atrajo a más de 9.000 propuestas a través de Internet y correo. Una estudiante de sexto grado de Kansas, Clara Ma, de doce años, de la Escuela Primaria Sunflower en Lenexa, Kansas, presentó la entrada ganadora. Como premio, ganó un viaje al Laboratorio de Propulsión a Chorro (JPL) de la NASA en Pasadena, California, donde firmó su nombre directamente en el rover cuando se estaba ensamblando.
Ella escribió en su ensayo ganador:
"La curiosidad es una llama eterna que arde en la mente de todos. Me hace levantarme de la cama por la mañana y me pregunto qué sorpresas me arrojará la vida ese día. La curiosidad es una fuerza tan poderosa. Sin ella no seríamos quienes somos hoy. La curiosidad es la pasión que nos impulsa a través de nuestra vida cotidiana. Nos hemos convertido en exploradores y científicos por nuestra necesidad de hacer preguntas y preguntarnos"

## Vídeos de la misión
Vídeos de la NASA del despegue de la sonda de Cabo Cañaveral, la primera panorámica tomada por el Curiosity ya en Marte y animaciones de como fue su viaje y aterrizaje en el planeta rojo.
- El MSL fue lanzado desde Cabo Cañaveral el 26 de noviembre de 2011 (inglés).
- El curso del aterrizaje, siete minutos de terror (inglés).
- El descenso del rover a la superficie del cráter Gale (6 de agosto de 2012).
- El sitio del aterrizaje del rover - primer panorama en color, 360º (8 de agosto de 2012).
- El sitio del aterrizaje del rover, y rastro transversal de la misión, proyectada (animación narrada).